# ناحیه کیندیا
ناحیه کیندیا (به لاتین: Kindia Region) یک منطقهٔ مسکونی است که در گینه واقع شده‌است. ناحیه کیندیا ۲۸٬۸۷۳ کیلومتر مربع مساحت و ۱٬۹۸۶٬۳۲۹ نفر جمعیت دارد.